# جون دويل (لاعب كرة قاعدة)
جون دويل (بالإنجليزية: John Doyle)‏ هو لاعب كرة قاعدة أمريكي، ولد في 1858 في هاليفاكس في كندا، وتوفي في 24 ديسمبر 1915 في بروفيدنس في الولايات المتحدة.

## وصلات خارجية
- جون دويل على موقعبيزبول رفرنس.كوم (الدوري الرئيسي) (الإنجليزية)